# 黃鎮中
黃鎮中（1899年1月10日—1950年1月26日），字登雲，號闢疆，派名才梯。江西省寧都縣長勝鄉青茅寨村人。民國37年（1948年）在江西省第三選區當選第一屆立法委員。

## 生平[1][2][3]
- 前獨立第三十三旅旅長
- 民國37年，當選立法委員
- 江西省第八行政區專員兼保安司令
- 江西豫章山區綏靖司令部中將司令
- 1950年1月26日，寧都分區行政督察專員公署在縣城體育場召開各縣人民公審大會，被處以死刑